# Idaea centribitangens
Idaea centribitangens är en fjärilsart som beskrevs av Silbernagel 1943. Idaea centribitangens ingår i släktet Idaea och familjen mätare. Inga underarter finns listade i Catalogue of Life.